# Cyanoptila
Cyanoptila – rodzaj ptaków z rodziny muchołówkowatych (Muscicapidae).

## Zasięg występowania
Rodzaj obejmuje gatunki występujące we wschodniej Azji, zimujące w Azji południowo-wschodniej.

## Morfologia
Długość ciała 16–17 cm, masa ciała średnio 25 g.

## Systematyka

### Etymologia
Greckie κυανος kuanos – „ciemnoniebieski”; πτιλον ptilon – „upierzenie”.

### Podział systematyczny
Do rodzaju należą następujące gatunki:
- Cyanoptila cyanomelana (Temminck, 1829) – tajgówka japońska
- Cyanoptila cumatilis Thayer & Bangs, 1909 – tajgówka mandżurska – gatunek wyodrębniony ostatnio z C. cyanomelana[7]